# Шемет Микола Михайлович
Микола Михайлович Шемет (нар. 1882, хутір Олександрівка, Лубенський повіт, Полтавська губернія — пом. 1917 або 1918) — український громадський та політичний діяч, журналіст. Один з засновників Української Народної Партії.

## Життєпис
Микола Михайлович Шемет народився на хуторі Олександрівка Лубенського повіту Полтавської губернії в сім'ї військовослужбовця. Походив зі старовинного шляхецького роду Шеметів-Кежгайлів.
По закінченні Лубенської гімназії навчався на юридичному факультеті Київського університету.
У 1902 році Микола Шемет став одним із засновників Української народної партії. Був одним з найдіяльніших членів цієї партії. Політичні переслідування змушували його деякий час перебувати на еміграції у Швейцарії, Австрії, Франції. У Кракові познайомився із студентом В'ячеславом Липинським, з яким підтримував зв'язки до часів УНР. Видавав і перевозив нелегальну літературу зі Львова в Наддніпрянську Україну. Займався видавницькою діяльністю у Львові і Чернівцях, видавав журнал «Самостійна Україна». Разом з Миколою Міхновським надрукував першу Конституцію України.
У листопаді-грудні 1905 року разом із братом Володимиром видавав у Лубнах першу в Наддніпрянській Україні україномовну газету «Хлібороб». Був її офіційним редактором. Редакція мала своє обличчя, не приховувала й власну позицію. Зокрема, у замітці «Нашим ворогам» (ч.5 «Хлібороб»), де дається відповідь на лайливі рецензії «Кієвляніна» і «Кієвских откліков» щодо виходу перших чисел «Хлібороба», редакція якого гідно відповідала, що бореться «за такий лад на Україні, який повинен задовольнити потреби, як українського, так і інших народів, на Україні сущих». Вона заявляла, що видавці «ніколи не вважали можливим замовчувати, або перекручувати справдішні нічим не підкрашені відносини, якої б то не було частини російського суспільства до українства…». видавці намагалися бути щирими перед громадою і читачам це подобалося. Наклад розходився досить швидко. Принаймні, вже третє число сповіщало, що попередніх чисел у продажі немає. Доля «Хлібороба» була передбачуваною, після виходу 5 чисел влада його закрила. У 1906 році в Єкатеринославі Микола Михайлович видавав збірник «Запоріжжя».
Навчаючись у Київському університеті, Микола перебував під постійним наглядом поліції і врешті був притягнений до кримінальної відповідальності наприкінці 1906 року за незаконне зберігання заборонених видань. Притягувався також військово-польовим судом у справі організації військового повстання у Лубнах. У 1909 році був виправданий при перегляді справи Лубенським судом. Адвокатом на суді був Микола Міхновський. 

### Смерть
Джерела подають різні дати смерті, хоча підтверджують покінчення життя самогубством. За однією версією він загинув наприкінці 1917 року. А за спогадами генерала Всеволода Петріва, це сталося у березні 1918 року. 

## Вшанування пам'яті
- У Полтаві існує провулок «Братів Шеметів»[6].
- У Лубнах є вулиця «Братів Шеметів»
- Академічний ліцей у Лубнах носить ім'я братів Шеметів.[7]
- В Києві у Голосіївському районі є Вулиця Братів Шеметів.